# 女間者秘聞 赤穂浪士
『女間者秘聞 赤穂浪士』（おんなかんじゃひぶん あこうろうし）は、1953年（昭和28年）4月1日公開の日本映画である。東映製作・配給。監督は佐々木康、主演は片岡千恵蔵。白黒、スタンダード、130分。

## 概要
「女間者秘聞」のタイトル通り、愛する人のために間者となって吉良の毒牙にかかった上で死んでいく一人の若い娘の悲運に焦点を絞っている作品である。
戦前のマキノの御室時代作品『間者』（1928年）にヒントを得て、原惣右衛門の娘お千賀の話だったものを、『赤穂城』、『續 赤穂城』でも中心に据えられていた月形龍之介演じる片岡源五右衛門の娘と置き換えている。
なお悲劇のヒロイン役を演じた嵯峨三智子は『旗本退屈男 八百八町罷り通る』（1953年）でデビューしたばかり新人女優だった。

## スタッフ
- 製作：大川博
- 企画：坪井与、玉木潤一郎、マキノ光雄
- 原作：住吉山声、山上伊太郎
- 脚本：八尋不二
- 撮影：三木滋人
- 美術：小池一美
- 編集：宮本信太郎
- 音楽：吉村正志
- 録音：東城絹児郎
- 照明：山根秀一
- 記録：梅津泰子
- 殺陣：足立伶二郎
- 監督：佐々木康

## キャスト
- 大石内蔵助：片岡千恵蔵

- 立花左近：早川雪洲 （応援出演）

- 大石りく：木暮実千代 （特別出演）
- 瑤泉院：山田五十鈴 （特別出演）

- 片岡源五右衛門：月形龍之介
- 吉良上野介：薄田研二
- 清水一角：大友柳太朗

- 千世(あや)：瑳峨三智子
- 徳川綱吉：徳大寺伸
- 間十次郎：原保美
- 遊女浮橋太夫：阿井美千子

- 宝井其角：三島雅夫
- 村上喜剣：四代目澤村國太郎
- 荒木十左衛門：河部五郎
- 大高源吾：加賀邦男
- そばや北吉：杉狂児
- 松原多仲：原健策
- 土屋主税：大谷日出夫
- そばや万吉：時田一男
- 小野寺十内：寺島貢
- 幇間善好：花沢徳衛
- 小林平八郎：高松錦之助
- 秋元但馬守：香川良介
- 千馬三郎兵衛：清川荘司
- 奥女中浜萩：朝雲照代
- 大石主税：沢村アキオ（後の長門裕之）
- 大石吉千代：金沢ヨシヒロ
- 大石おくう：山内はとよ
- 大石大三郎：植木千恵
- おきの：千原しのぶ
- 戸田の局：松浦築枝